# Perkupa
Perkupa là một thị trấn thuộc hạt Borsod-Abaúj-Zemplén, Hungary. Thị trấn này có diện tích 19,4 km², dân số năm 2010 là 833 người, mật độ 43 người/km².